# Olivier Souêtre
Pour les articles homonymes, voir Souvestre.
Ol(l)ivier Marie Souêtre (forme de l'état civil) ou Olivier Souvestre, né le 27 décembre 1831 à Plourin-lès-Morlaix et mort le 30 décembre 1896 à Paris, est un poète et chansonnier breton. Il a participé activement à la Commune de Paris et au mouvement anarchiste, dont il s'est fait le chansonnier.

## Souêtre ou Souvestre?
Il a été déclaré à l'état civil sous le nom de "Souêtre", mais, selon l'enquête du maire de sa commune faite à sa demande, Souvestre était le nom de son aïeul et c'est en 1800 que la substitution a été faite. De 1850 à 1862, il a signé Souvestre en référence au nom qui figurait dans les baux de son père. En 1862, il décide de reprendre son nom légal pour la parution de son roman à Paris.

## Biographie

### Vie en Bretagne

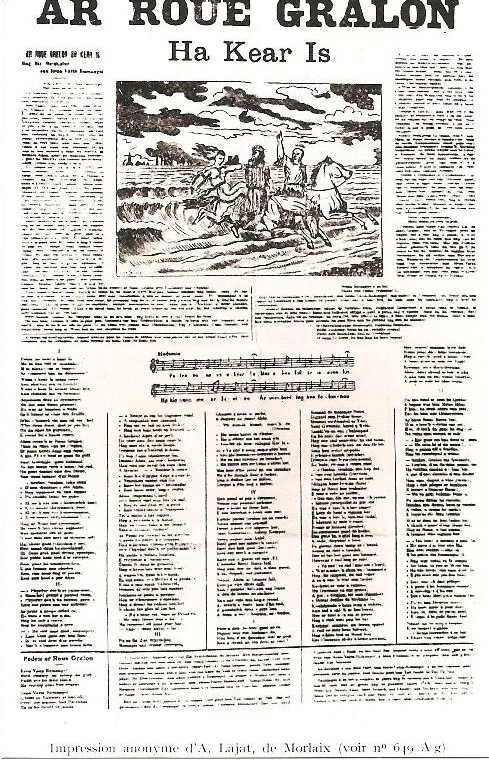
Feuille volante de la gwerz Gralon ha Kear Is

Il est né de Maurice Souêtre (1796-1854), meunier au Moulin de la Pierre (Moulin des Pierres)?, et de son épouse, Catherine Razer.

Enfant, sa lecture favorite était  Ar pevar Mab Aymon ("Les quatre fils Aymon"). Son intelligence le fait remarquer par Jean Pierre Marie Le Scour qui le rencontre au presbytère de Plourin et qui le fait envoyer à Quimper au grand séminaire.

C'est à ce moment, à l'âge de 19 ans, il aurait composé la complainte en breton Ar Roue Gralon ha Kear Ys, qui fut l'un des principaux vecteurs de la légende du roi Gradlon et de la ville d'Ys, une habile contrefaçon d'un texte ancien.

Ce texte est édité en 1850 accompagné d'un poème de Jean Pierre Marie Le Scour sur le passé légendaire de Rumengol.
Le Scour est un riche négociant en boissons de Morlaix qui l'a pris sous sa protection et lui fournira des moyens de vivre pendant plus de 12 ans.
La qualité du chant  et la jeunesse de son auteur fait qu'il est imprimé anonymement par une quantité d'imprimeurs, dont le premier est Haslé, successeur d'Alexandre Lédan à Morlaix.

Souêtre renonce à la prêtrise au bout d'un an, à cause d'une histoire d'amour, et découvre les œuvres de Félicité de Lamennais, qui préconise un rôle plus social de l'Église et qui subit, pour cette raison, une condamnation papale.

Ayant tiré un mauvais numéro, il fait son service dans l'infanterie de marine à Rochefort, mais n'y reste que deux ans, jusqu'à la fin de 1854, au motif que son père venant de décéder, il est le fils aîné d'une veuve qui a aussi une fille.

Sa mère vient tenir un débit de boissons à Morlaix, grâce à Le Scour, qui donne au fils, considéré comme un ami très proche, un emploi de commis voyageur.

Le Scour met sa fortune au service de la littérature en breton et soutient de nombreux écrivains et chanteurs. Il est longtemps un fidèle de La Villemarqué et fait partie de sa petite Kenvreuriez Breiz.

C'est aussi un homme très dévôt, entretenant des relations étroites avec le clergé, et un ardent promoteur du pèlerinage à la chapelle de Rumengol, proche de son lieu de naissance et de la baie de Douarnenez, où la légende situe la Ville d'Ys.

### Vie à Paris
En 1858, voulant se faire un nom dans les lettres, et d'abord dans le théâtre, Olivier Souêtre part travailler à Paris pour le compte de la compagnie de chemin de fer de Graissezac à Béziers, puis aux archives de la Compagnie d'Orléans et publie, en 1862, aux frais de Jean-Pierre Le Scour, un roman en français, "Mikaël, kloarek breton" qui ne recueille aucun succès, d'autant que l'éditeur, Poulet-Malassis, fait faillite peu après.
Sa correspondance avec Le Scour, publiée par François Jaffrennou, le montre de plus en plus sensible aux idées révolutionnaires et de plus en plus critique sur l'Église catholique, ce qui semble distendre les liens avec Jean Pierre Le Scour, puisque celui-ci ne dédie plus, en 1868, sa chanson An hini a garan à son ami, mais à son épouse, dans son recueil de poèmes et chansons "Telenn Remengol" (p. 86-88).

Il participe à la Commune en 1871, servant dans le 151e bataillon des Fédérés, et est blessé lors des combats d'Issy-les-Moulineaux en janvier 1871. Ayant reçu une balle dans la gorge, il échappe au peloton d'exécution.
Pratiquement privé de voix et licencié par la Compagnie d'Orléans, il retrouve un emploi, d'abord comme correcteur d'imprimerie, puis comme commis au Comptoir national d'escompte de Paris.

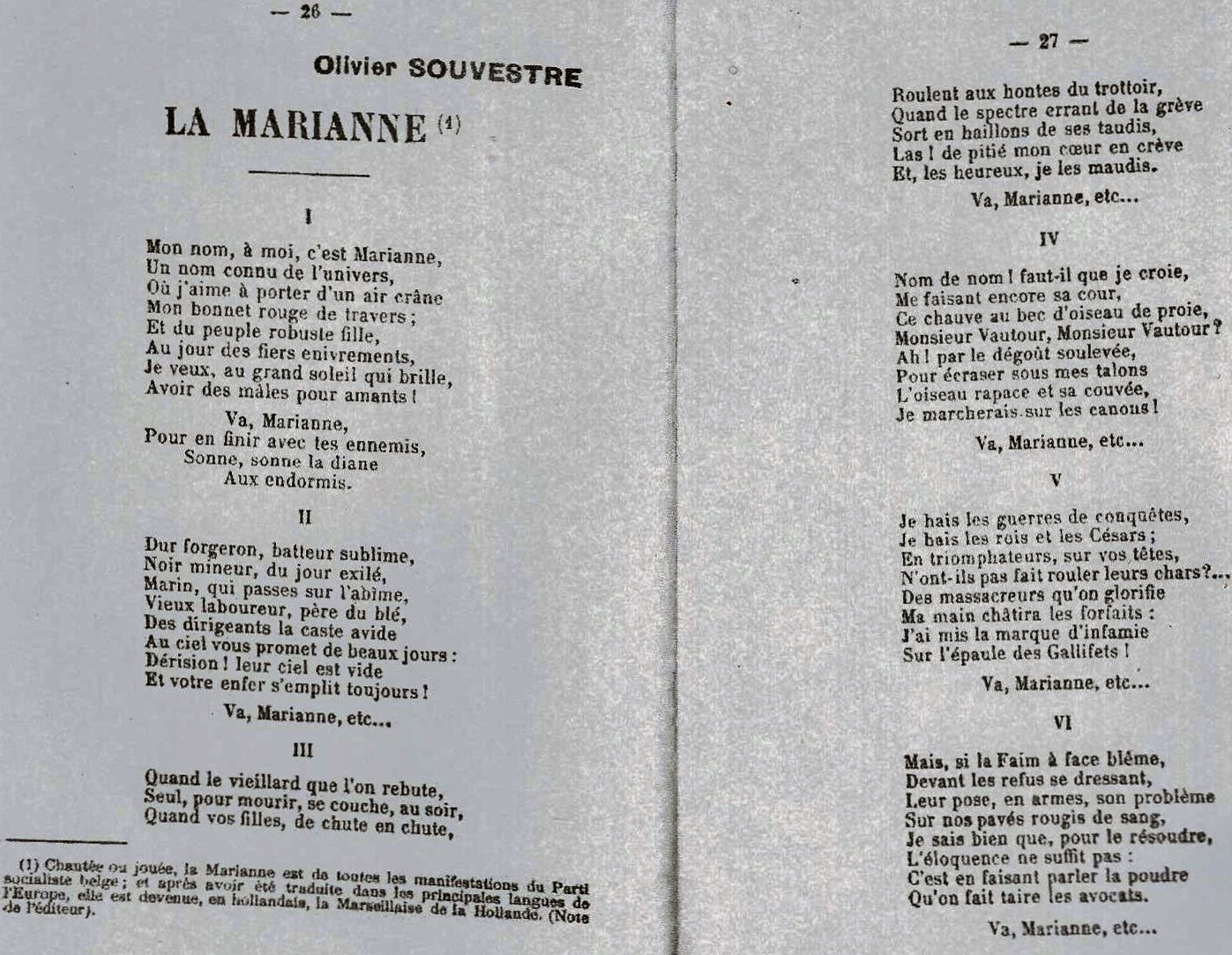
Le texte de "La Marianne", publié dans La Bretagne libertaire.

Une fois la République stabilisée et la répression anti-communarde arrêtée, il se met à écrire les paroles de plusieurs chants révolutionnaires et anarchistes en français, dont, en 1883, La Marianne, « sur une musique de Léon Trafiers » (anagramme de Saint-Ferréol). Dédiée à sa première interprète, Fernande d'Erlincourt, cette œuvre été traduite dans plusieurs langues et fut un chant emblématique des mouvements sociaux européens jusqu’à ce que L'internationale soit mise en musique en 1888 et lui vole la vedette. Son texte est consultable sur un site Internet.
En 1888 est joué l'opéra "Le Roi d'Ys" sur une musique d'Édouard Lalo, librement inspiré de l'œuvre de Souêtre, mais, celui-ci, que beaucoup croient mort, n'est pas perçu comme l'une des sources du livret, alors même qu'on publie le texte en français sans nom d'auteur. Un spécialiste, comme Anatole Le Braz suppose même, pendant un certain temps, que la complainte est une œuvre populaire très ancienne.
Elle est alors entendue partout en Bretagne occidentale et Souêtre dit l'avoir entendue chanter par ses adversaires de 1871, les gardes mobiles bretons.
En 1896, l'année même de sa mort, il fait publier "La Cité de l'Égalité", un dialogue de 30 pages qui rend hommage à l'œuvre de la Commune, appelle à la révolution communiste anti-autoritaire qu'il voit se réaliser en 1930 et propose une France totalement fédérale basée sur "l'indépendance réciproque des communes" dans une optique anarchiste. 
En annexe, 20 pages de "poésies diverses" contiennent une large part de sa production poétique, dont un poème inclus dans le roman de 1862. On y trouve le texte de "la Marianne" et du "Massacre de Fourmies". À propos de "la Marianne", "l'éditeur" écrit qu'il a été surpris de l'entendre à Bruxelles, car elle était devenue l'hymne du Parti socialiste belge.

## Pour approfondir